# 25e cérémonie des César
La 25e cérémonie des César du cinéma — dite aussi Nuit des César — récompensant les films sortis en 1999, s'est déroulée le 19 février 2000 au théâtre des Champs-Élysées.
Elle fut présidée pour la seconde fois par Alain Delon et retransmise sur Canal+.

## Présentateurs et intervenants

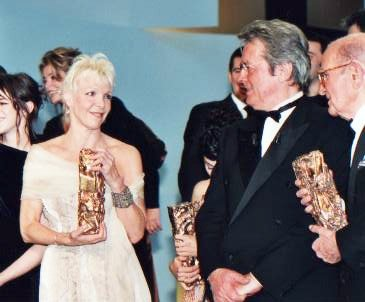
Tonie Marshall et Alain Delon lors de la cérémonie.

- Daniel Toscan du Plantier, président de l'Académie des arts et techniques du cinéma
- Alain Delon, président de la cérémonie
- Alain Chabat, maître de cérémonie
- Nathalie Baye, pour la remise du César d'honneur à Jean-Pierre Léaud
- Claude Berri, pour la remise du César d'honneur à Josiane Balasko
- Alain Delon, Pierre Lescure, pour la remise du César d'honneur à Georges Cravenne
- Catherine Deneuve, pour la remise du César d'honneur à Martin Scorsese (absent)
- Alain Delon, pour la remise du César du meilleur film
- Sabine Azéma, pour la remise du César du meilleur réalisateur
- Sigourney Weaver, pour la remise du César du meilleur acteur
- Vincent Perez, pour la remise du César de la meilleure actrice
- Arielle Dombasle, pour la remise du César du meilleur acteur dans un second rôle
- Gérard Jugnot, pour la remise du César de la meilleure actrice dans un second rôle
- Nicole Garcia, pour la remise du César du meilleur scénario original ou adaptation
- Bruno Putzulu, pour la remise du César du meilleur espoir féminin
- Natacha Régnier, pour la remise du César du meilleur espoir masculin
- Virginie Ledoyen & Guillaume Canet, pour la remise du César de la meilleure première œuvre
- Édouard Baer, pour la remise du César de la meilleure photographie / César du meilleur son / César du meilleur décor / César du meilleur montage
- Sigourney Weaver & Édouard Baer, pour la remise du César des meilleurs costumes
- Lou Doillon & Alain Souchon, pour la remise du César de la meilleure musique
- Emmanuelle Béart & Alain Chabat, pour la remise du César du meilleur film étranger
- Julie Gayet & Said Taghmaoui, pour la remise du César du meilleur court-métrage

## Palmarès

### César du meilleur film
- Vénus Beauté (Institut) de Tonie Marshall
  - Les Enfants du marais de Jean Becker
  - Est-Ouest de Régis Wargnier
  - La Fille sur le pont de Patrice Leconte
  - Jeanne d'Arc de Luc Besson

### César du meilleur film étranger
- Tout sur ma mère de Pedro Almodóvar
  - Dans la peau de John Malkovich de Spike Jonze
  - Eyes Wide Shut de Stanley Kubrick
  - Ghost Dog : La Voie du samouraï de Jim Jarmusch
  - La Ligne rouge de Terrence Malick

### César du meilleur acteur

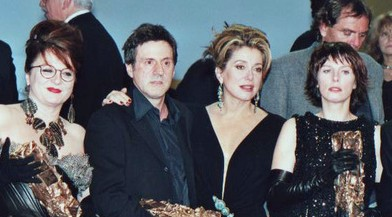
Josiane Balasko, Daniel Auteuil, Catherine Deneuve et Karin Viard à la fin de la cérémonie.

- Daniel Auteuil pour La Fille sur le pont
  - Jean-Pierre Bacri pour Kennedy et moi
  - Albert Dupontel pour La Maladie de Sachs
  - Vincent Lindon pour Ma petite entreprise
  - Philippe Torreton pour Ça commence aujourd'hui

### César de la meilleure actrice
- Karin Viard pour Haut les cœurs !
  - Nathalie Baye pour Vénus Beauté (Institut)
  - Sandrine Bonnaire pour Est-Ouest
  - Catherine Frot pour La Dilettante
  - Vanessa Paradis pour La Fille sur le pont

### César du meilleur acteur dans un second rôle
- François Berléand pour Ma petite entreprise
  - Jacques Dufilho pour C'est quoi la vie ?
  - Claude Rich pour La Bûche
  - André Dussollier pour Les Enfants du marais
  - Roschdy Zem pour Ma petite entreprise

### César de la meilleure actrice dans un second rôle
- Charlotte Gainsbourg pour La Bûche
  - Line Renaud pour Belle Maman
  - Catherine Mouchet pour Ma petite entreprise
  - Mathilde Seigner pour Vénus Beauté (Institut)
  - Bulle Ogier pour Vénus Beauté (Institut)

### César du meilleur espoir masculin
- Éric Caravaca pour C'est quoi la vie ?
  - Clovis Cornillac pour Karnaval
  - Romain Duris pour Peut-être
  - Laurent Lucas pour Haut les cœurs !
  - Robinson Stévenin pour Mauvaises Fréquentations

### César du meilleur espoir féminin
- Audrey Tautou pour Vénus Beauté (Institut)
  - Valentina Cervi pour Rien sur Robert
  - Émilie Dequenne pour Rosetta
  - Barbara Schulz pour La Dilettante
  - Sylvie Testud pour Karnaval

### César du meilleur réalisateur
- Tonie Marshall pour Vénus Beauté (Institut)
  - Régis Wargnier pour Est-Ouest
  - Luc Besson pour Jeanne d'Arc
  - Patrice Leconte pour La Fille sur le pont
  - Michel Deville pour La Maladie de Sachs
  - Jean Becker pour Les Enfants du marais

### César de la meilleure première œuvre de fiction
- Voyages d'Emmanuel Finkiel
  - La Bûche de Danièle Thompson
  - Les convoyeurs attendent de Benoît Mariage
  - Haut les cœurs ! de Sólveig Anspach
  - Karnaval de Thomas Vincent

### César du meilleur scénario original ou adaptation
- Tonie Marshall pour Vénus Beauté (Institut)
  - Michel Deville et Rosalinde Deville pour La Maladie de Sachs
  - Serge Frydman pour La Fille sur le pont
  - Pierre Jolivet et Simon Michaël pour Ma petite entreprise
  - Christopher Thompson et Danièle Thompson pour La Bûche

### César de la meilleure musique
- Bruno Coulais pour Himalaya : L'Enfance d'un chef
  - Pierre Bachelet pour Les Enfants du marais
  - Patrick Doyle pour Est-Ouest
  - Éric Serra pour Jeanne d'Arc

### César de la meilleure photographie
- Éric Guichard pour Himalaya : L'Enfance d'un chef
  - Thierry Arbogast pour Jeanne d'Arc
  - Jean-Marie Dreujou pour La Fille sur le pont

### César des meilleurs costumes
- Catherine Leterrier pour Jeanne d'Arc
  - Ève-Marie Arnault pour Rembrandt
  - Gabriella Pescucci et Caroline de Vivaise pour Le Temps retrouvé

### César des meilleurs décors
- Philippe Chiffre pour Rembrandt
  - François Emmanuelli pour Peut-être
  - Jean Rabasse pour Astérix et Obélix contre César
  - Hugues Tissandier pour Jeanne d'Arc

### César du meilleur son
- Vincent Tulli, François Groult, Bruno Tarrière pour Jeanne d'Arc
  - Dominique Hennequin, Paul Lainé pour La Fille sur le pont
  - William Flageollet, Guillaume Sciama pour Les Enfants du marais

### César du meilleur montage
- Emmanuelle Castro pour Voyages
  - Joëlle Hache pour La Fille sur le pont
  - Sylvie Landra pour Jeanne d'Arc

### César du meilleur court-métrage
- Sale Battars  de Delphine Gleize
  - À l'ombre des grands baobabs de Rémy Tamalet
  - Acide animé de Guillaume Bréaud
  - Camping sauvage d'Abd-el-Kader Aoun, Giordano Gederlini
  - 17, rue Bleue de Chad Chenouga

### César d'honneur
- Josiane Balasko, Martin Scorsese (absent), Jean-Pierre Léaud, Georges Cravenne

## Statistiques (à compléter)

### Nominations multiples
- Jeanne d'Arc (à préciser)
- La Fille sur le pont (à préciser)

### Récompenses multiples
- Vénus Beauté (4 césars)

## Faits marquants
Luc Saint-Éloy, comédien et réalisateur guadeloupéen, fait une apparition surprise en pleine cérémonie afin de dénoncer la sous-représentation des noirs dans le cinéma français.
Daniel Auteuil, jouant au théâtre ce soir-là, est absent lors de la cérémonie. Prévenu de l'obtention du prix lors de sa sortie de scène, il n'arrive qu'à la toute fin de la cérémonie. Dans l'émission retransmise sur Canal+, il n'apparaît que dans une séquence post-générique réalisée en direct.